# 王光陛
王光陛（？—？），直隶永清人，是一名清朝政治人物。
王光陛曾于1788年接替冯时基任南汇县知县一职，1789年由李维梅接任。